# 平田晃久
平田晃久（1971年－），是一名關西出身的日本建築師。1997年從京都大學畢業後就進入伊東豊雄建築事務所。他被伊東豊雄譽為「日本最有能量的新銳建築師」。

## 簡歷
- 1971年 生于大阪
- 1990年 大阪府立三国丘高等学校毕业
- 1994年 京都大学建筑学科毕业
- 1997年 京都大学大学院工学研究科建筑学硕士毕业
- 1997-2005年 伊东丰雄建筑事务所工作
- 2005年 设立平田晃久建筑设计事务所
- 2008-2009年 东北大学非常勤讲师
- 2010年 东北大学大学院SSD特任准教授
- 2015年-2018年 京都大学准教授
- 2018年-现在 京都大学教授

## 主要作品
- 2004年　House H
- 2006年　桝屋本店, House S

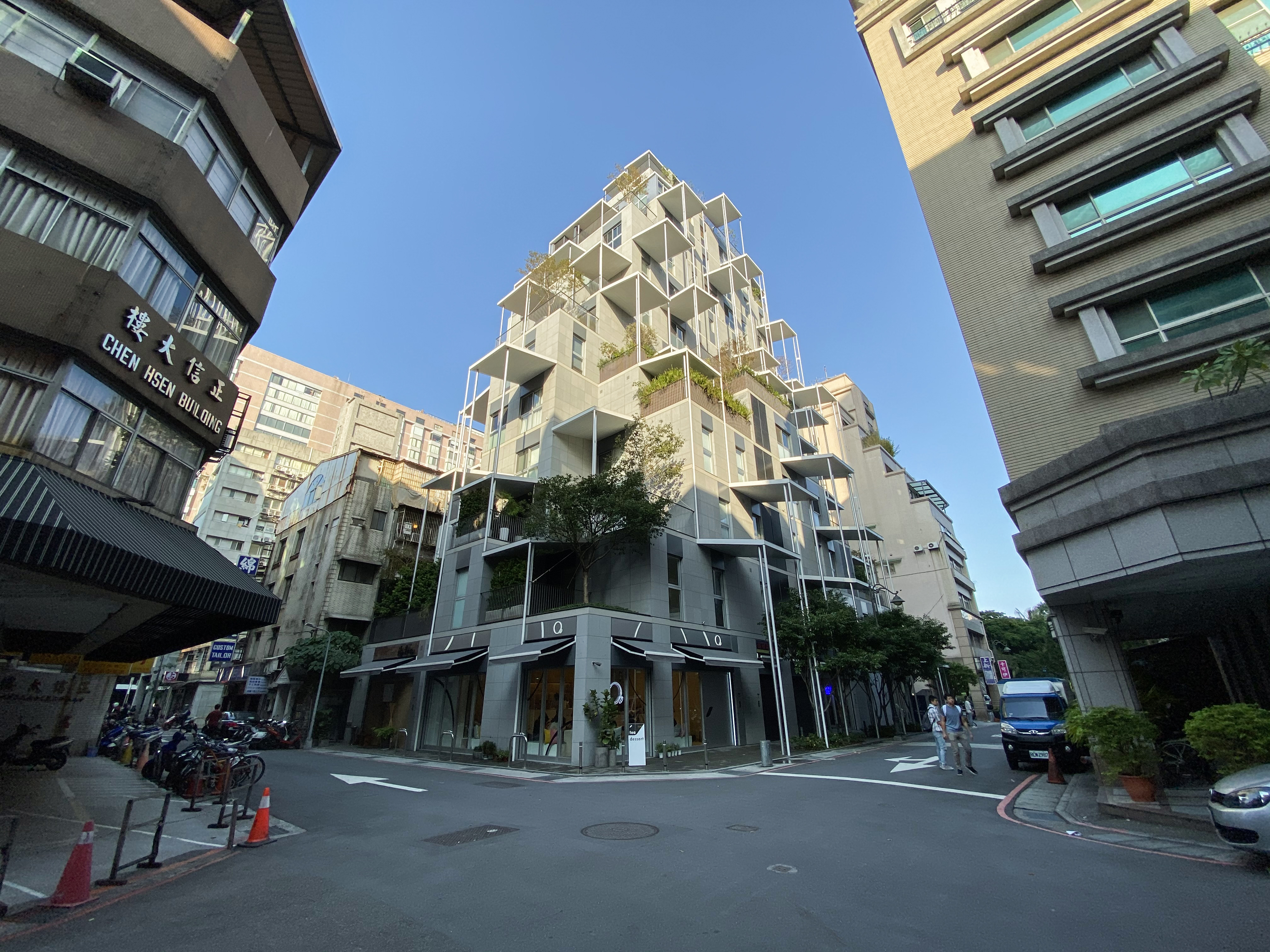
台北中山區富富話合

- 2007年　東京代官山sarugaku 商場
- 2008年　橫濱三年展 2008 イエノイエ, csh（椅子）
- 2009年　animated knot
- 2010年　alp，新潟市one roof apartment，prism liquid
- 2011年　東京Bloomberg Pavilion, coil
- 2012年　Photosynthesis, Flow-er
- 2013年　Energetic Energies, LEXUS -amazing flow-，東京虎之門MORI TRUST GARDEN TORA4
- 2017年　臺北中山區，璞園富富話合[1][2]

## 外部連結
- 平田晃久建築設計事務所 | 平田晃久建築設計事務所官方網站 （页面存档备份，存于）